# Comuna Hlînsk, Kalînivka
Hlînsk (în ucraineană Глинськ) este o comună în raionul Kalînivka, regiunea Vinnița, Ucraina, formată din satele Hlînsk (reședința) și Panasivka.

## Demografie
Componența lingvistică a satului Hlînsk
     Ucraineană (99,09%)
     Alte limbi (0,84%)
Conform recensământului din 2001, majoritatea populației satului Hlînsk era vorbitoare de ucraineană (99,09%), existând în minoritate și vorbitori de alte limbi.